# Røringscirkler
I geometrien er røringscirkler de cirkler som enten tangerer alle en trekants sider eller en af disse sider samt de to øvriges forlængelser. Alle trekanter har 4 røringscirkler: Én indskreven cirkel, som tangerer samtlige trekantens sider og 3 såkaldte ydre røringscirkler.

## Den indskrevne cirkel
Den indskrevne cirkel har sit centrum, hvor trekantens tre vinkelhalveringslinjer skærer hinanden.
Den indskrevne cirkels radius kan beregnes vha. formlen:
{\displaystyle r^{2}={\frac {(s-a)(s-b)(s-c)}{s}}},
hvor {\displaystyle a,b,c} er trekantens sidelængder, mens {\displaystyle s={\frac {1}{2}}(a+b+c)} er halvdelen af trekantens omkreds.

## De ydre røringscirkler
De ydre (gule) røringscirklers centre findes, hvor de (grønne) linjer, der halverer trekantsvinklernes nabovinkler, skærer hinanden. Jævnfør figur 1, af hvilken det ses, at hver af trekantens (røde) vinkelhalveringslinjer ligeledes går gennem en ydre røringscirkels centrum.
De ydre røringscirklers radiusser kan beregnes med formlen
{\displaystyle r_{a}={\sqrt {\frac {s(s-b)(s-c)}{s-a}}}}
hvor {\displaystyle r_{a}} er radius i den ydre røringscirkel, som rører siden a, og {\displaystyle a,b,c} er trekantens sidelængder, mens {\displaystyle s={\frac {1}{2}}(a+b+c)} er halvdelen af trekantens omkreds..

Radius kan også beregnes ud fra kendskab til trekantens vinkler og én side:
{\displaystyle r_{a}=a\cdot {\frac {\cos {\frac {B}{2}}\cdot \cos {\frac {C}{2}}}{\cos {\frac {A}{2}}}}}.

## Andre formler
Der gælder følgende sammenhæng mellem den indskrevne cirkels radius r, den omskrevne cirkels radius R og de 3 ydre røringscirklers radiusser:
{\displaystyle r_{a}+r_{b}+r_{c}-r=4R,}.
Der er denne sammenhæng mellem røringscirklernes radiusser og trekantens areal {\displaystyle T}:
{\displaystyle T^{2}=r\cdot r_{a}\cdot r_{b}\cdot r_{c}}.